# Hussainpur
Hussainpur é uma vila no distrito de Kapurthala, no estado indiano de Punjab.

## Demografia
Segundo o censo de 2001, Hussainpur tinha uma população de 15,343 habitantes. Os indivíduos do sexo masculino constituem 54% da população e os do sexo feminino 46%. Hussainpur tem uma taxa de literacia de 76%, superior à média nacional de 59.5%: a literacia no sexo masculino é de 78% e no sexo feminino é de 75%. Em Hussainpur, 16% da população está abaixo dos 6 anos de idade.